# Municipi de Lielvārde
El municipi de Lielvārde (en letó: Lielvārdes novads) és un dels 110 municipis de Letònia, que es troba localitzat al centre del país bàltic, i que té com a capital la localitat de Lielvārde. El municipi va ser creat l'any 2004 després de la reorganització territorial.
La seva població està composta per un total de 11.466 persones (2009). La superfície del municipi té uns 225,7 kilòmetres quadrats, i la densitat poblacional és de 50,80 habitants per kilòmetre quadrat.

## Ciutats i zones rurals
- Parròquia de Jumpravas
- Parròquia de Lēdmanes
- Lielvārde (ciutat amb zona rural)

## Història
El poble de Lielvārde anomenat «Muntanyes dels Déus» (en letó: Dievukalns), va ser fundat prop d'una fortalesa bàltica construïda en les ribes del Daugava, a la frontera de la terra de Livònia, d'acord amb la Crònica d'Enric de Livònia. Va ser presa per Albert de Buxhoeveden el 1201 i nomenada Lennewarden.

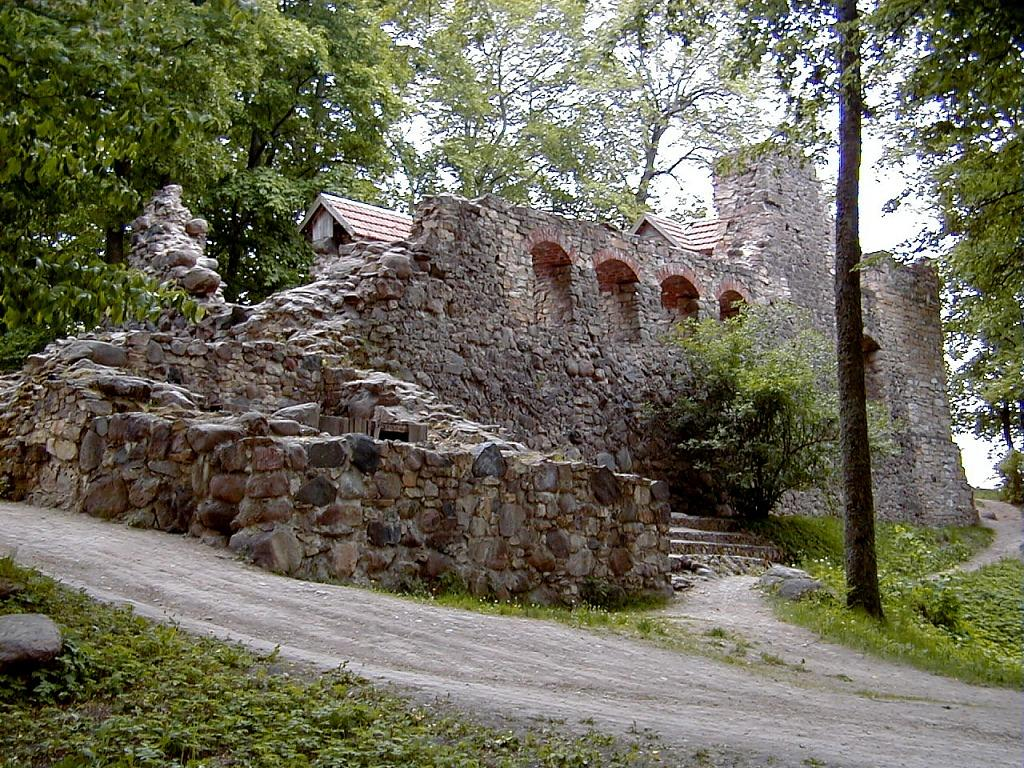
Ruïnes del Castell de Lielvārde

L'arquebisbe de Riga va erigir una fortalesa de pedra el 1229 que encara poden veure's les ruïnes. Quan l'àrea va ser sota la sobirania sueca es va obrir una escola parroquial al poble. Quasi el 70% de la població del poble va ser víctima de la gran epidèmia de pesta del 1710. Deu anys més tard, la regió va entrar a formar part de l'Imperi Rus segons el Tractat de Nystad.
L'obertura de la línia fèrria Riga-Dünaburg el 1860 va fer créixer l'economia en la regió i la seva població va augmentar. Tanmateix la ciutat va ser destruïda durant l'enfrontament de les tropes imperials russes i l'exèrcit alemany de Kaiser durant la Gran Guerra. Els propietaris d'origen alemany van ser expropiats el 1919 i la ciutat reconstruïda després de la independència de Letònia, quan va prendre l'actual nom oficial de Lielvārde. Va adquirir estatus de ciutat el 1992.